# 프란체스코 판노피노

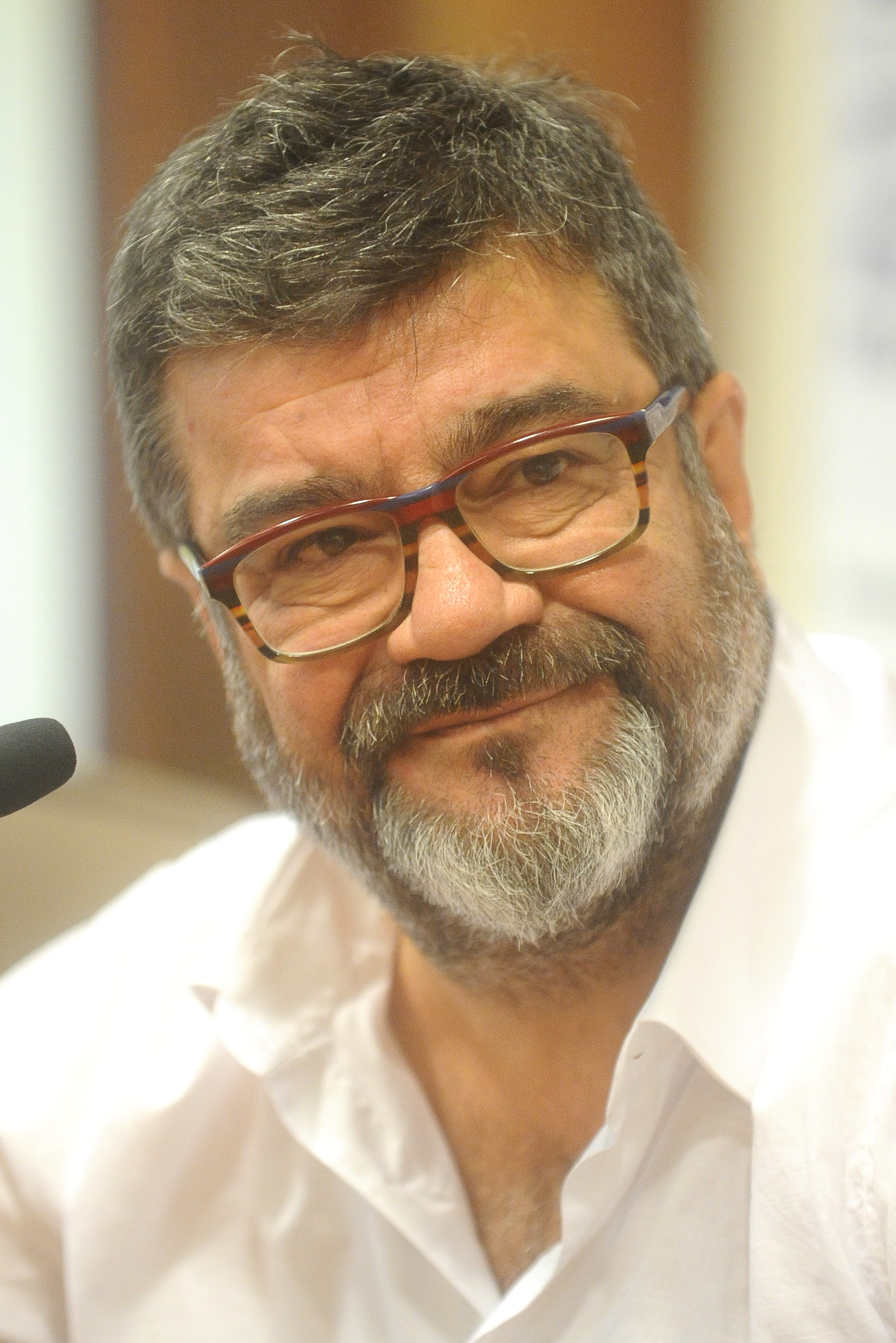

프란체스코 판노피노(Francesco Pannofino, 1958년 11월 14일 ~ )는 이탈리아의 연극 배우, 영화배우, 텔레비전 배우이다.

## 영화
- 달을 사 버린 남자 (2018년)
- 마이 파더 잭 (2016년)
- 혼자서 (2015년)
- 더 프리터 (2014년)
- 패트리아 (2014년)
- 남자대여자: 섹스가 문제다 (2010년) - 빅토리오 역
- 더 틴 매치 맨 (2009년)
- 오기 스포시 (2009년)
- 나이트 버스 (2007년)